# Iqbal & den hemmelige opskrift
Iqbal & den hemmelige opskrift er en spillefilm fra 2015, instrueret af Tilde Harkamp efter manuskript af Renée Toft Simonsen.

## Handling
Iqbal er en charmerende, fantasifuld og sjov dreng, hvilket ifølge hans far slet ikke er nok, hvis man skal blive til noget i verden. Men da Iqbal sammen med veninden Sille og lillebroren Tariq ved et uheld kommer til at sprænge deres skole i luften, er hans far dog det mindste problem. To forbrydere vil nemlig have fat i opskriften på det tilfældigt hjemmebryggede sprængstof og sprænge Tivoli i luften. Tariq kan ikke præcist huske opskriften, så forbryderne kidnapper den nuttede lillebror Dindua. Jagten går nu ind for at befri Dindua og redde Tivoli - og det kræver samarbejde, mod og ikke mindst en masse fantasifulde idéer.

## Eksterne Henvisninger
- Iqbal & den hemmelige opskrift på Internet Movie Database (engelsk)
- Iqbal & den hemmelige opskrift på Filmdatabasen
- Iqbal & den hemmelige opskrift på danskefilm.dk
- Iqbal & den hemmelige opskrift på danskfilmogtv.dk
- Iqbal & den hemmelige opskrift på Scope
- Iqbal & den hemmelige opskrift på MovieMeter (nederlandsk)
- Iqbal & den hemmelige opskrift på The Movie Database (engelsk)
- Iqbal & den hemmelige opskrift på Filmaffinity (engelsk)